# Lijst van afleveringen van Baywatch Nights
Dit is een lijst met afleveringen van de Amerikaanse televisieserie Baywatch Nights. De serie telt 2 seizoenen. Een overzicht van alle afleveringen is hieronder te vinden.

## Seizoen 1
| Nr. | Titel aflevering           | Uitzenddatum VS   |
| --- | -------------------------- | ----------------- |
| 1   | Pursuit                    | 30 september 1995 |
| 2   | Bad Blades                 | 7 oktober 1995    |
| 3   | Silent Witness             | 14 oktober 1995   |
| 4   | Deadly Vision              | 21 oktober 1995   |
| 5   | Just a Gigolo              | 28 oktober 1995   |
| 6   | 976 Ways to Say I Love You | 4 november 1995   |
| 7   | Pressure Cooker            | 11 november 1995  |
| 8   | Balancing Act              | 18 november 1995  |
| 9   | Blues Boy                  | 25 november 1995  |
| 10  | Kind of a Drag             | 2 december 1995   |
| 11  | Takeover                   | 3 februari 1996   |
| 12  | Thin Blood                 | 10 februari 1996  |
| 13  | Payback                    | 17 februari 1996  |
| 14  | Backup                     | 24 februari 1996  |
| 15  | Thief in the Night         | 2 maart 1996      |
| 16  | The Curator                | 9 maart 1996      |
| 17  | Code of Silence            | 16 maart 1996     |
| 18  | Vengeance                  | 20 april 1996     |
| 19  | Epilogue                   | 27 april 1996     |
| 20  | Rendezvous                 | 4 mei 1996        |
| 21  | A Closer Look              | 11 mei 1996       |
| 22  | Heat Rays                  | 18 mei 1996       |

## Seizoen 2
| Nr. | Titel aflevering          | Uitzenddatum VS   |
| --- | ------------------------- | ----------------- |
| 1   | Terror of the Deep        | 28 september 1996 |
| 2   | The Creature              | 5 oktober 1996    |
| 3   | The Rig                   | 12 oktober 1996   |
| 4   | The Strike                | 19 oktober 1996   |
| 5   | Circle of Fear            | 26 oktober 1996   |
| 6   | The Cabin                 | 2 november 1996   |
| 7   | Curse of the Mirrored Box | 9 november 1996   |
| 8   | Last Breath               | 16 november 1996  |
| 9   | Night Whispers            | 23 november 1996  |
| 10  | Space Spores              | onbekend          |
| 11  | Mobius                    | 25 januari 1997   |
| 12  | Possessed                 | 1 februari 1997   |
| 13  | Frozen Out of Time        | 8 februari 1997   |
| 14  | Nights to Dragon One      | 15 februari 1997  |
| 15  | Ascension                 | 22 februari 1997  |
| 16  | Zargtha                   | 5 april 1997      |
| 17  | The Servant               | 12 april 1997     |
| 18  | Symbol of Death           | 19 april 1997     |
| 19  | The Eighth Seal           | 26 april 1997     |
| 20  | Hot Winds                 | 3 mei 1997        |
| 21  | The Vortex                | 10 mei 1997       |
| 22  | A Thousand Words          | 17 mei 1997       |